# Judo na Letních olympijských hrách 2016 – seznam účastníků
Seznam účastníků LOH v Rio de Janeiro v judu vykrystalizoval z olympijské kvalifikace konané v období 31. 5. 2014 až 29. 5. 2016. Systém kvalifikace zajišťoval přímou účast v každé váhové kategorii 22 mužům a 14 ženám vždy z jednoho státu. Zbytek účastníků se doplnil dle právně komplikované kontinentální kvóty a pozvánky od organizátora olympijských her, Mezinárodního olympijského výboru.

## Přímá kvalifikace

### Muži
Dvouletý systém kvalifikace určil 22 můžu (resp. 22 zemí) v každé váhové kategorii, kteří si zajistili přímou účast pomocí bodů z výsledného žebříčku z kvalifikačních turnajů. Národní olympijský výbor jednotlivé země má právo kvalifikanta na olympijské hry nenominovat, v takovém případě kvalifikační místo propadá. V případě více kvalifikantů z jedné země Národní olympijský výbor daného státu nominuje jednoho účastníka olympijských her. V případě že dva a více judistů na posledním postupovém místě mají rovný počet bodů, postupuje judista s větším počtem bodů získaných z mistrovství světa. V případě, že judisté získali stejný počet bodů i z mistrovství světa, rozhoduje větší bodový zisk z turnajů grand slam/prix a masters. Pokud je jejich zápis identický postupují oba judisté přímo.
| k. u.  | země   | superlehká váha                                                                 | pololehká váha                                           | lehká váha                                            | polostřední váha                                                                  | střední váha                                        | polotěžká váha                     | těžká váha                                                    | celkem                 |
| ------ | ------ | ------------------------------------------------------------------------------- | -------------------------------------------------------- | ----------------------------------------------------- | --------------------------------------------------------------------------------- | --------------------------------------------------- | ---------------------------------- | ------------------------------------------------------------- | ---------------------- |
| PJC    | BRA    | Eric TakabatakeD Felipe KitadaiD                                                | Charles ChibanaD                                         | Alex PomboD                                           | Victor PenalberD                                                                  | Tiago CamiloD                                       | Rafael BuzacariniD Luciano CorrêaD | Rafael SilvaD David MouraD                                    | 7 (10D)                |
| JUA    | JPN    | Naohisa Takató Tóru Šišime Šindži Kidó Juma Ošima                               | Tomofumi Takadžó Masaši Ebinuma Kengo Takaiči Hifumi Abe | Šóhei Óno Hirojuki Akimoto Soiči Hašimoto Riki Nakaja | Takanori Nagase                                                                   | Mašú Beiká Daiki Nišijama                           | Rjúnosuke Haga Aaron Wolf          | Hisajoši Harasawa Rjú Šičinohe Takeši Odžitani Kenta Nišigata | 7 (21)                 |
| EJU    | RUS    | Beslan Mudranov                                                                 | Michail Puljajev Kamal Chanmagomedov Arsen Galsťan       | Musa Moguškov Děnis Jarcev Vali Kurdžev               | Ivan Nifontov Chasan Chalmurzajev Siražudin Magomedov Ivan Vorobjov Alan Chubecov | Kirill Děnisov Kirill Voprosov Chusejn Chalmurzajev | Tagir Chajbulajev Adlan Bisultanov | Renat Saidov Aslan Kambijev Andrej Volkov Soslan Bostanov     | 7 (21)                 |
| JUA    | MGL    | Ganbatyn Boldbátar Dašdavágín Amartüvšin Cendočiryn Cogtbátar Ganboldyn Cherlen | Davádordžín Tömörchüleg Dovdongín Altansüch              | Ganbátaryn Odbajar Sajndžargalyn Ňam-Očir             | Ňamsürengín Dagvasüren Otgonbátaryn Úganbátar                                     | Lchagvasürengín Otgonbátar                          | Najdangín Tüvšinbajar              | Battulgyn Temüülen                                            | 7 (13)                 |
| EJU    | FRA    | Vincent Limare Walide Khyar                                                     | Kilian Le Blouch                                         | Guillaume Chaine Pierre Duprat                        | Loïc Pietri                                                                       | Alexandre Iddir Axel Clerget                        | Cyrille Maret                      | Teddy Riner                                                   | 7 (10)                 |
| EJU    | GEO    | Amiran Papinašvili                                                              | Važa Margvelašvili                                       | Nugzar Tatalašvili Laša Šavdatuašvili                 | Avtandil Črikišvili                                                               | Varlam Liparteliani Beka Gviniašvili‡               | Beka GviniašviliK                  | Adam Okruašvili Levan Matyjašvili                             | 7 (9*)                 |
| JUA    | KOR    | Kim Won-čin                                                                     | An Pa-ul                                                 | An Čang-im                                            | Wang Ki-čchun I Sung-su                                                           | Kwak Tong-han                                       | Čo Ku-ham                          | Kim Song-min                                                  | 7 (8)                  |
| EJU    | GER    | Tobias Engmaier                                                                 | Sebastian Seidl                                          | Igor Wandtke                                          | Sven Maresch Alexander Wieczerzak                                                 | —                                                   | Karl-Richard Frey Dmitrij Peters   | André Breitbarth Sven Heinle                                  | 6 (9)                  |
| EJU    | AZE    | Orchan Safarov Ilgar Muškijev                                                   | Nidžat Šichalizade                                       | Rustam Orudžov                                        | —                                                                                 | Mammadali Mehdijev                                  | Elmar Gasimov Elchan Mammadov      | Ušangi Kokauri                                                | 6 (8)                  |
| JUA    | UZB    | Diyorbek Urozboev Sharafuddin Lutfillaev                                        | Rishod Sobirov                                           | Mirali Sharipov Giyosjon BoboevDN                     | Shakhzodbek Sabirov Yakhyo Imamov                                                 | Sherali Juraev                                      | —                                  | Abdulla Tangriev                                              | 6 (9)                  |
| EJU    | NED    | Jeroen Mooren                                                                   | —                                                        | Dex Elmont                                            | Frank de Wit                                                                      | Noël van 't End                                     | Henk Grol Michael Korrel           | Roy Meyer                                                     | 6 (7)                  |
| EJU    | HUN    | —                                                                               | —                                                        | Miklós Ungvári                                        | László Csoknyai Szabolcs Krizsán                                                  | Krisztián Tóth                                      | Miklós Cirjenics                   | Barna Bor                                                     | 5 (6)                  |
| PJC    | CUB    | —                                                                               | —                                                        | Magdiel Estrada                                       | Ivan Silva                                                                        | Asley González                                      | José Armenteros                    | Alex García                                                   | 5 (5)                  |
| JUA    | KAZ    | Jeldos Smetov Rustam Ibrajev Aibek Imashev                                      | Zhansay Smagulov Yeldos Zhumakanov                       | Didar KhamzaDN                                        | —                                                                                 | —                                                   | Maxim Rakov                        | —                                                             | 4 (7)                  |
| AJU    | ALG    | —                                                                               | Houd Zourdani                                            | —                                                     | —                                                                                 | Abd ar-Rahmán bin Amádí                             | Lyes Bouyacoub                     | Mohammed Tayeb                                                | 4 (4)                  |
| OJU    | AUS    | Joshue Katz                                                                     | Nathan Katz                                              | Jake Bensted                                          | Eoin Coughlan                                                                     | —                                                   | —                                  | —                                                             | 4 (4)                  |
| PJC    | CAN    | Sergio Pessoa jun.                                                              | Antoine Bouchard                                         | Arthur MargelidonZR                                   | Antoine Valois-Fortier                                                            | —                                                   | Kyle Reyes                         | —                                                             | 4 (4)                  |
| AJU    | EGY    | —                                                                               | —                                                        | Mohamed Mohyeldin                                     | Mohamed Abdelaal                                                                  | —                                                   | Ramadán Dervíš                     | Islám al-Šihabí                                               | 4 (4)                  |
| EJU    | CHN    | —                                                                               | Ma Tuan-pin                                              | Saj Jinťinž'kala Sun Šu-aj                            | —                                                                                 | Čcheng Sün-čao                                      | —                                  | —                                                             | 3 (4)                  |
| EJU    | UKR    | —                                                                               | Giorgi Zantaraija                                        | —                                                     | —                                                                                 | —                                                   | Artem Blošenko                     | Jakiv Chammo Oleksandr Hordijenko                             | 3 (4)                  |
| EJU    | BEL    | —                                                                               | —                                                        | Dirk Van Tichelt                                      | Joachim Bottieau                                                                  | —                                                   | Toma Nikiforov                     | —                                                             | 3 (3)                  |
| EJU    | ISR    | —                                                                               | Golan Polak                                              | Sagi Muki                                             | —                                                                                 | —                                                   | —                                  | Ori Sason                                                     | 3 (3)                  |
| EJU    | POR    | —                                                                               | Sergej Olejnik                                           | —                                                     | —                                                                                 | Celio Dias                                          | Jorge Fonseca                      | —                                                             | 3 (3)                  |
| EJU    | SWE    | —                                                                               | —                                                        | —                                                     | Robin Pacek                                                                       | Marcus Nyman                                        | Martin Pacek                       | —                                                             | 3 (3)                  |
| PJC    | USA    | —                                                                               | —                                                        | Nick Delpopolo                                        | Travis Stevens                                                                    | Colton Brown                                        | —                                  | —                                                             | 3 (3)                  |
| EJU    | AUT    | Ludwig Paischer                                                                 | —                                                        | —                                                     | —                                                                                 | —                                                   | —                                  | Daniel Allerstorfer                                           | 2 (2)                  |
| EJU    | CZE    | Pavel Petřikov ml.                                                              | —                                                        | —                                                     | —                                                                                 | —                                                   | Lukáš Krpálek                      | —                                                             | 2 (2)                  |
| PJC    | ECU    | Lenin Preciado                                                                  | —                                                        | —                                                     | —                                                                                 | —                                                   | —                                  | Freddy Figueroa                                               | 2 (2)                  |
| EJU    | ESP    | Francisco Garrigos                                                              | Sugoi Uriarte                                            | —                                                     | —                                                                                 | —                                                   | —                                  | —                                                             | 2 (2)                  |
| EJU    | GBR    | Ashley McKenzie                                                                 | Colin Oates                                              | —                                                     | —                                                                                 | —                                                   | —                                  | —                                                             | 2 (2)                  |
| EJU    | GRE    | —                                                                               | —                                                        | —                                                     | Roman Mustopulos                                                                  | Ilias Iliadis                                       | —                                  | —                                                             | 2 (2)                  |
| JUA    | IRI    | —                                                                               | —                                                        | —                                                     | Saeid Mollaei                                                                     | —                                                   | Javad Mahjoub                      | —                                                             | 2 (2)                  |
| EJU    | ITA    | Elios ManziK                                                                    | Fabio Basile                                             | —                                                     | —                                                                                 | —                                                   | —                                  | —                                                             | 2 (2)                  |
| EJU    | SLO    | —                                                                               | —                                                        | Rok Drakšič                                           | —                                                                                 | Mihael Žgank                                        | —                                  | —                                                             | 2 (2)                  |
| EJU    | SUI    | Ludovic Chammartin                                                              | —                                                        | —                                                     | —                                                                                 | Ciril Grossklaus                                    | —                                  | —                                                             | 2 (2)                  |
| JUA    | UAE    | —                                                                               | —                                                        | Victor Scvorțov                                       | Sergiu Toma                                                                       | —                                                   | —                                  | —                                                             | 2 (2)                  |
| EJU    | TUR    | Bekir Özlü Ahmet Şahin Kaba                                                     | —                                                        | —                                                     | —                                                                                 | —                                                   | —                                  | —                                                             | 1 (2)                  |
| EJU    | ARM    | Ovanes Davtjan                                                                  | —                                                        | —                                                     | —                                                                                 | —                                                   | —                                  | —                                                             | 1 (1)                  |
| EJU    | BLR    | —                                                                               | Dmitrij Šeršaň                                           | —                                                     | —                                                                                 | —                                                   | —                                  | —                                                             | 1 (1)                  |
| EJU    | BUL    | —                                                                               | —                                                        | —                                                     | Ivajlo Ivanov                                                                     | —                                                   | —                                  | —                                                             | 1 (1)                  |
| JUA    | KGZ    | —                                                                               | —                                                        | —                                                     | —                                                                                 | —                                                   | —                                  | Jurij Krakoveckij                                             | 1 (1)                  |
| EJU    | LAT    | —                                                                               | —                                                        | —                                                     | —                                                                                 | —                                                   | Jevgenij Borodavko                 | —                                                             | 1 (1)                  |
| JUA    | LIB    | —                                                                               | —                                                        | —                                                     | Nacif Elias                                                                       | —                                                   | —                                  | —                                                             | 1 (1)                  |
| AJU    | MAR    | —                                                                               | Imad Bassou                                              | —                                                     | —                                                                                 | —                                                   | —                                  | —                                                             | 1 (1)                  |
| EJU    | POL    | —                                                                               | —                                                        | —                                                     | —                                                                                 | —                                                   | —                                  | Maciej Sarnacki                                               | 1 (1)                  |
| JUA    | PRK    | —                                                                               | —                                                        | Hong Kuk-hjon                                         | —                                                                                 | —                                                   | —                                  | —                                                             | 1 (1)                  |
| EJU    | ROU    | —                                                                               | —                                                        | —                                                     | —                                                                                 | —                                                   | —                                  | Daniel Natea                                                  | 1 (1)                  |
| AJU    | RSA    | —                                                                               | —                                                        | —                                                     | —                                                                                 | Zack Piontek                                        | —                                  | —                                                             | 1 (1)                  |
| EJU    | SRB    | —                                                                               | —                                                        | —                                                     | —                                                                                 | Aleksandar Kukolj                                   | —                                  | —                                                             | 1 (1)                  |
| JUA    | TJK    | —                                                                               | —                                                        | —                                                     | —                                                                                 | Komronshokh Ustopiriyon                             | —                                  | —                                                             | 1 (1)                  |
| AJU    | TUN    | —                                                                               | —                                                        | —                                                     | —                                                                                 | —                                                   | —                                  | Faicel Jaballah                                               | 1 (1)                  |
| celkem | celkem | 34 judistů z 22 zemí + 2 domácí                                                 | 29 judistů z 22 zemí + 1 domácí                          | 33 judistů z 22 zemí + 1 domácí                       | 31 judistů z 22 zemí + 1 domácí                                                   | 27 judistů z 22 zemí + 1 domácí                     | 27 judistů z 22 zemí + 2 domácí    | 31 judistů z 22 zemí + 2 domácí                               | 221* judistů z 51 zemí |

pozn:
- Škrtnutí judisté nebyli na olympijské hry nominováni nebo nestartovali kvůli zranění případně z jiného důvodu.
- Judista s indexem D je reprezentant pořádající země, který se na hry kvalifikoval s dostatečným počtem bodů v žebříčku IFJ.
- Judista s indexem ‡ se kvalifikoval ve dvou váhových kategoriích a redukuje tak počet judistů označením *.
- Judista s indexem K vstupoval do olympijského roku s nulovým počtem bodů nebo nepatrným počtem bodů, přesto se dokázal kvalifikovat (kometa).
- Judista s indexem ZR se z turnaje odhlásil kvůli zranění. Kanaďan Arthur Margelidon si v přípravě na olympijské hry zlomil vřetenní kost[2] a přišel o start na olympijských hrách. Jeho místo zaujal první nepostupující podle žebříčku IJF Kazach Didar Khamza.
- Judista s indexem DN se posunul na přímé postupové místo po ohlášení některého z judistů.

### Ženy
Dvouletý systém kvalifikace určil 14 žen (resp. 14 zemí) v každé váhové kategorii, které si zajistily přímou účast pomocí bodů z výsledného žebříčku z kvalifikačních turnajů. Národní olympijský výbor jednotlivé země má právo kvalifikantku na olympijské hry nenominovat, v takovém případě kvalifikační místo propadá. V případě více kvalifikantek z jedné země Národní olympijský výbor daného státu nominuje jednu účastnici olympijských her.
| k. u.  | země   | superlehká váha                     | pololehká váha                           | lehká váha                           | polostřední váha                                | střední váha                              | polotěžká váha                          | těžká váha                                        | celkem                 |
| ------ | ------ | ----------------------------------- | ---------------------------------------- | ------------------------------------ | ----------------------------------------------- | ----------------------------------------- | --------------------------------------- | ------------------------------------------------- | ---------------------- |
| PJC    | BRA    | Sarah MenezesováD                   | Érika MirandaováD                        | Rafaela SilvaováD                    | Mariana SilvaováD                               | Maria PortelaováD                         | Mayra AguiarováD                        | Suelen AlthemanováD                               | 7 (7D)                 |
| JUA    | JPN    | Ami Kondóová Haruna Asamiová        | Misato Nakamuraová Ai Šišimeová          | Kaori Macumotová Cukasa Jošidaová    | Miku Taširová                                   | Čizuru Araiová Haruka Tačimotová          | Mami Umekiová Ruika Satóová             | Kanae Jamabeová Megumi Tačimotová Nami Inamoriová | 7 (14)                 |
| EJU    | FRA    | —                                   | Annabelle Euranieová Priscilla Gnetová   | Hélène Receveauxová Automne Paviaová | Clarisse Agbegnenouová                          | Gévrise Émaneová Fanny-Estelle Posviteová | Audrey Tcheuméová Madeleine Malongaová  | Emilie Andéolová                                  | 6 (10)                 |
| EJU    | GER    | —                                   | Mareen Krähová                           | Miryam Roperová Viola Wächterová     | Martyna Trajdosová                              | Laura Vargasová Kochová                   | Luise Malzahnová                        | Franziska Konitzová Jasmin Külbsová               | 6 (8)                  |
| JUA    | MGL    | Mönchbatyn Uranceceg                | Mönchbátaryn Bundmá Adijasambúgín Colmon | Dordžsürengín Sumijá                 | Cedevsürengín Mönchzajá Cend-Ajušín Cerennadmid | Cend-Ajušín Narandžargal                  | —                                       | —                                                 | 5 (7)                  |
| EJU    | NED    | —                                   | —                                        | —                                    | Anicka van Emdenová Juul Franssenová            | Kim Pollingová                            | Guusje Steenhuisová Marhinde Verkerková | Tessie Savelkoulsová                              | 4 (6)                  |
| JUA    | CHN    | —                                   | Ma Jing-nan                              | —                                    | Jang Ťün-sia                                    | —                                         | Čang Če-chuej                           | Jü Sung Ma S'-s'                                  | 4 (5)                  |
| EJU    | GBR    | —                                   | —                                        | Nekoda Davisová                      | Elis Šlezingrová                                | Sally Conwayová                           | Natalie Powellová Gemma Gibbonsová      | —                                                 | 4 (5)                  |
| JUA    | KOR    | Čong Po-kjong                       | —                                        | Kim Čan-ti                           | —                                               | Kim Song-jon                              | —                                       | Kim Min-čong Kim Či-jun                           | 4 (5)                  |
| EJU    | RUS    | Irina Dolgovová                     | Natalija Kuzjutinová                     | —                                    | Jekatěrina Valkovová                            | —                                         | —                                       | Xenija Čibisovová                                 | 4 (4)                  |
| EJU    | UKR    | Maryna Čerňaková                    | —                                        | —                                    | —                                               | —                                         | Viktorija Turksová                      | Svitlana Jaromková Iryna Kindzerská               | 3 (4)                  |
| EJU    | AUT    | —                                   | —                                        | Sabrina Filzmoserová                 | Kathrin Unterwurzacherová                       | Bernadette Grafová                        | —                                       | —                                                 | 3 (3)                  |
| PJC    | CUB    | Dayaris Mestreová                   | —                                        | —                                    | Maricet Espinosaová                             | —                                         | —                                       | Idalis Ortízová                                   | 3 (3)                  |
| EJU    | ISR    | —                                   | Gili Kohenová                            | —                                    | Jarden Gerbiová                                 | Linda Bolderová                           | —                                       | —                                                 | 3 (3)                  |
| EJU    | HUN    | Éva Csernoviczkiová                 | —                                        | Hedvig Karakasová                    | —                                               | —                                         | Abigél Joóová                           | —                                                 | 3 (3)                  |
| EJU    | ROU    | Monica Ungureanuová                 | Andreea Chițuová                         | Corina Căprioriuová                  | —                                               | —                                         | —                                       | —                                                 | 3 (3)                  |
| EJU    | TUR    | Dilara Lokmanhekimová Ebru Şahinová | —                                        | —                                    | —                                               | —                                         | —                                       | Kayra Sayitová Belkız Zehra Kayaová               | 2 (4)                  |
| OJU    | AUS    | —                                   | —                                        | —                                    | Katharina Haeckerová                            | —                                         | Miranda Giambelliová                    | —                                                 | 2 (2)                  |
| PJC    | CAN    | —                                   | —                                        | Catherine Beauchemin-Pinardová       | —                                               | Kelita Zupancicová                        | —                                       | —                                                 | 2 (2)                  |
| EJU    | ESP    | Julia Figueroaová                   | —                                        | —                                    | —                                               | María Bernabéuová                         | —                                       | —                                                 | 2 (2)                  |
| EJU    | ITA    | —                                   | Odette Giuffridaová                      | —                                    | Edwige Gwendová                                 | —                                         | —                                       | —                                                 | 2 (2)                  |
| EJU    | KOS    | —                                   | Majlinda Kelmendiová                     | Nora Gjakovaová                      | —                                               | —                                         | —                                       | —                                                 | 2 (2)                  |
| EJU    | POL    | —                                   | —                                        | —                                    | —                                               | Katarzyna Kłysová                         | Daria Pogorzelecová                     | —                                                 | 2 (2)                  |
| EJU    | POR    | —                                   | Joana Ramosová                           | Telma Monteirová                     | —                                               | —                                         | —                                       | —                                                 | 2 (2)                  |
| EJU    | SLO    | —                                   | —                                        | —                                    | Tina Trstenjaková                               | —                                         | Anamari Velenšeková                     | —                                                 | 2 (2)                  |
| AJU    | TUN    | —                                   | Hela Ayariová                            | —                                    | —                                               | —                                         | —                                       | Nihel Cheikhová Rouhouová                         | 2 (2)                  |
| PJC    | USA    | —                                   | —                                        | Marti Malloyová                      | —                                               | —                                         | Kayla Harrisonová                       | —                                                 | 2 (2)                  |
| PJC    | ARG    | Paula Paretová                      | —                                        | —                                    | —                                               | —                                         | —                                       | —                                                 | 1 (1)                  |
| EJU    | BEL    | Charline Van Snicková               | —                                        | —                                    | —                                               | —                                         | —                                       | —                                                 | 1 (1)                  |
| EJU    | BIH    | —                                   | —                                        | —                                    | —                                               | —                                         | —                                       | Larisa Cerićová                                   | 1 (1)                  |
| PJC    | COL    | —                                   | —                                        | —                                    | —                                               | Yuri Alvearová                            | —                                       | —                                                 | 1 (1)                  |
| AJU    | GAB    | —                                   | —                                        | —                                    | —                                               | —                                         | Sarah-Myriam Mazouzová                  | —                                                 | 1 (1)                  |
| AJU    | GBS    | Taciana Limaová                     | —                                        | —                                    | —                                               | —                                         | —                                       | —                                                 | 1 (1)                  |
| JUA    | KAZ    | Galbadrachyn Otgonceceg             | —                                        | —                                    | —                                               | —                                         | —                                       | —                                                 | 1 (1)                  |
| AJU    | MAR    | —                                   | —                                        | —                                    | —                                               | Assmaa Niangová                           | —                                       | —                                                 | 1 (1)                  |
| PJC    | MEX    | —                                   | —                                        | —                                    | —                                               | —                                         | —                                       | Vanessa Zambottiová                               | 1 (1)                  |
| JUA    | PRK    | —                                   | —                                        | —                                    | —                                               | —                                         | Sol Kjong                               | —                                                 | 1 (1)                  |
| PJC    | PUR    | —                                   | —                                        | —                                    | —                                               | —                                         | —                                       | Melissa Mojicaová                                 | 1 (1)                  |
| EJU    | SUI    | —                                   | Evelyne Tschoppová                       | —                                    | —                                               | —                                         | —                                       | —                                                 | 1 (1)                  |
| JUA    | TKM    | —                                   | Gülbadam Babamyratovová                  | —                                    | —                                               | —                                         | —                                       | —                                                 | 1 (1)                  |
| JUA    | TPE    | —                                   | —                                        | Lien Čen-ling                        | —                                               | —                                         | —                                       | —                                                 | 1 (1)                  |
| celkem | celkem | 16 judistek z 14 zemí + 1 domácí    | 17 judistek z 14 zemí + 1 domácí         | 17 judistek z 14 zemí + 1 domácí     | 16 judistek z 14 zemí + 1 domácí                | 16 judistek z 14 zemí + 1 domácí          | 18 judistek z 14 zemí + 1 domácí        | 21 judistek z 14 zemí + 1 domácí                  | 128 judistek z 41 zemí |

pozn:
- Škrtnuté judistky nebyly na olympijské hry nominovány nebo nestartovaly kvůli zranění případně z jiného důvodu.
- Judistka s indexem D je reprezentantka pořádající země, která se na hry kvalifikovala s dostatečným počtem bodů v žebříčku IFJ.

## Pořadatelská země
Brazílie jako každá pořadatelská země olympijských her a jako judistická velmoc se nemusela olympijské kvalifikace účastnit. Brazilský olympijský výbor určil podmínky kvalifikace s předpokladem obsadit všechny váhové kategorie jak mezi muži tak mezi ženami. O nominaci brazilského judistického týmu pro olympijské hry v Riu rozhodovala koncem května 2016 technická komise Brazilské judistické konfederace (CBJ) a výsledky nominaci byly představeny 1. června 2016 na facebookových stránkách Brazilské judistické konfederace osobnostmi brazilského juda.
V seznamu jsou uvedeni judisté, kteří získali v kvalifikačním období alespoň sto bodů.
|      | superlehká váha                                                          | pololehká váha                                       | lehká váha                                 | polostřední váha                    | střední váha                    | polotěžká váha                                 | těžká váha                          |
| ---- | ------------------------------------------------------------------------ | ---------------------------------------------------- | ------------------------------------------ | ----------------------------------- | ------------------------------- | ---------------------------------------------- | ----------------------------------- |
| muži | Felipe Kitadai Eric Takabatake Phelipe Pelim Allan Kuwabara Diego Santos | Charles Chibana Luiz Revite Ricardo Santos           | Alex Pombo Marcelo Contini Eduardo Barbosa | Victor Penalber Leandro Guilheiro   | Tiago Camilo Eduardo Bettoni    | Rafael Buzacarini Luciano Corrêa Hugo Pessanha | Rafael Silva David Moura            |
| ženy | Sarah Menezesová Nathalia Brigidaová Gabriela Chibanaová                 | Érika Mirandaová Eleudis Valentimová Raquel Silvaová | Rafaela Silvaová                           | Mariana Silvaová Ketleyn Quadrosová | Maria Portelaová Barbara Timová | Mayra Aguiarová Samanta Soaresová              | Suelen Althemanová Rochele Nunesová |

- Škrtnutí judisté a škrtnuté judistky nebyli na olympijské hry nominováni.

## Kontinentální kvóty
Kontinentální kvóty umožňují start judistům, kteří se přímo nekvalifikovali na olympijské hry. Jde komplikovaný systém, který nebere v potaz různou úroveň výkonnosti sportovců v jednotlivých váhových kategoriích. Jak známo v mužské těžké váze je mnohem menší konkurence než ve váze polostřední, přitom pro obě váhové kategorie platí stejné podmínky. Celkový počet kvalifikantů přes kontinentální kvóty byl stanoven na 100 judistů. Každá jednotlivá kontinentální unie má rozdílné kvóty. Každá země může získat jednu kontinentální kvótu bez ohledu na to, jde-li o muže či ženy. V každé váhové kategorii mužů i žen mohou kvalifikační kvótu získat maximálně dva judisté. V případě, že národní olympijský výbor odmítne judistu nominovat, nastane značně komplikovaný posun pro nového účastníka např. pokud polský olympijský výbor odmítne nominovat Arletu Podolakovou tak namísto ní postoupí v lehké váze její krajan Damian Szwarnowiecki, ale ten zároveň vezme kvalifikační kvótu Portugalcům Nuno Saraiva/André Alves, ale naproti nim postoupí v nejlehčí váze jejich krajan Nuno Carvalho a o postup tak přijde Fin Juho Reinvall.
V tabulkách jsou uvedení judisté, kteří získali v olympijské kvalifikaci alespoň 50 bodů, mimo judistů kteří získali kvótu s nižším počtem bodů.

### Evropská judistická unie (EJU)
Evropská judistická unie dostala pro olympijskou kvalifikaci limit 14 mužů a 11 žen, celkem 25 účastníků. 
|      | superlehká váha  | superlehká váha | pololehká váha    | pololehká váha | lehká váha          | lehká váha | polostřední váha   | polostřední váha | střední váha      | střední váha | polotěžká váha   | polotěžká váha | těžká váha        | těžká váha |
| ---- | ---------------- | --------------- | ----------------- | -------------- | ------------------- | ---------- | ------------------ | ---------------- | ----------------- | ------------ | ---------------- | -------------- | ----------------- | ---------- |
| muži | S. MilousXX      | 542 (10)        | L. KorvalXX       | 668 (1)        | J. JežekKV          | 578 (62)   | M. MarconciniKV    | 612 (28)         | J. DvärbyXX       | 689 (17)     | B. FletcherKV    | 718 (26)       | V. SimionescuXX   | 517 (0)    |
| muži | T. AršanskyNL    | 482             | A. GombocKV       | 655            | D. SzwarnowieckiNL  | 548        | U. MargianiXX      | 602              | M. OdenthalKV     | 681          | G. MinaškinKV    | 609            | J. MettisNL       | 503        |
| muži | A. BagirovNL     | 440             | E. VerdeXX        | 636            | H. VanlıoğluNL      | 540        | A. SchmittXX       | 581              | M. MagomedovXX    | 665          | Z. Kumrić†       | 576            | M. PaškevičiusNL  | 498        |
| muži | L. ČchvimianiXX  | 418             | T. KarimovXX      | 605            | N. SaraivaKV        | 527        | A. UngváriXX       | 566              | A. HildebrandNL   | 606          | D. Di Guida†     | 446            | M. HorákNL        | 455        |
| muži | V. ŠirinliXX     | 405             | J. ŠamilovXX      | 602            | A. AlvesNL          | 522        | O. LiveseyNL       | 566              | K. BaužaNL        | 540          | A. Mschaladze†   | 402            | M. CerajNL        | 443        |
| muži | J. GerčevKV      | 389             | J. LefevereKV     | 568            | J. Azoidis†         | 492        | A. CianoNL         | 564              | Q. NhabaliKV      | 524          | C. Kronberger†   | 339            | J.-S. BonvoisinXX | 422        |
| muži | N. CarvalhoNL    | 388             | A. JerebNL        | 535            | K. Uematsu†         | 476        | V. DuminicaKV      | 557              | D. Ruíz†          | 510          | G. Forgasy†      | 324            | S. BondarenkoXX   | 405        |
| muži | R. MšvidobadzeXX | 387             | T. FlikrXX        | 516            | J. Ramírez†         | 456        | D. Ressel†         | 546              | G. Elmont†        | 498          | N. Bilalov†      | 314            | B. HarmegniesNL   | 316        |
| muži | M. TrbovcNL      | 373             | A. ArdanovXX      | 498            | S. Drebot†          | 420        | S. Mrvaljević†     | 541              | N. Šerezadišvili† | 492          | A. Omarov†       | 297            | M. NadžmutdinovXX | 212        |
| muži | C. Di LoretoXX   | 271             | K. Van GansbekeNL | 489            | S. van 't Westende† | 408        | C. Luz†            | 539              | M. Randl†         | 463          | F. Orlik†        | 286            | A. MascettiNL     | 198        |
| muži | J. ReinvallKV    | 267             | S. Sandal†        | 447            | D. Kanivec†         | 394        | Ł. Błach†          | 490              | D. Gerasimenko†   | 462          | F. Jørgensen†    | 257            | O. BugadzeXX      | 194        |
| muži | A. Oguzov†       | 257             | B. Šmajlov†       | 403            | A. Regis†           | 393        | A. Nacimiento†     | 482              | W. Facente†       | 456          | S. Jurišić†      | 217            | C. SherringtonNL  | 189        |
| muži | Y. Siccardi†     | 233             | G. Chačatrjan†    | 386            | D. Williams†        | 374        | A. Stěšenko†       | 408              | R. Gurbanov†      | 423          | L. Taveluri†     | 204            | A. VachovjakNL    | 140        |
| muži | I. Jašujev†      | 233             | N. Burns†         | 365            | S. Chouchi†         | 368        | A. Danacidis†      | 407              | P. Ciechomski†    | 399          | C. Delvert†      | 195            | F. YazıcıNL       | 138        |
| muži | S. Wyns†         | 196             | F. Karapetjan†    | 348            | J. Fernandes†       | 332        | D. Lima†           | 404              | Li Kochman†       | 395          | P. Palčik†       | 190            | T. JonssonKV      | 138        |
| muži | E. Zamanov†      | 170             | A. Mariac†        | 314            | V. Šoka†            | 326        | S. Rjabov†         | 366              | F. Chamberlain†   | 377          | V. D'Arco†       | 189            | A. NikiforenkoKV  | 122        |
| ženy | L. PayetováKV    | 937 (51)        | D. SkrypnikováKV  | 852 (118)      | S. VerhagenováKV    | 976 (14)   | M. HermanssonováKV | 814 (137)        | M.-E. GahiéováXX  | 1097 (49)    | A. Galeoneová†   | 716 (192)      | C. WeißováXX      | 781 (49)   |
| ženy | Š. RišonyováKV   | 870             | L. GómezováKV     | 846            | L. OhaiováXX        | 844        | B. KatipoğluováKV  | 794              | S. DiedrichováXX  | 968          | L. Talarnová†    | 617            | S. PakenysováKV   | 738        |
| ženy | V. Moscattová†   | 832             | I. Heylenová†     | 831            | A. PodolakováKV     | 838        | H. Drexlerová†     | 769              | B. MatićováKV     | 938          | M. Tortová†      | 581            | M. Slucká†        | 685        |
| ženy | K. Rumjancevová† | 665             | J. Ryžovová†      | 807            | I. Zabludinová†     | 786        | M. Pinotová†       | 716              | E. StamováKV      | 935          | A. Dmitrijevová† | 554            | M. Erbová†        | 618        |

### Asijská judistická unie (AJU)
Asijská judistická unie dostala pro olympijskou kvalifikaci limit 12 mužů a 8 žen, celkem 20 účastníků. 
|      | superlehká váha   | superlehká váha | pololehká váha   | pololehká váha | lehká váha       | lehká váha | polostřední váha  | polostřední váha | střední váha        | střední váha | polotěžká váha       | polotěžká váha | těžká váha         | těžká váha |
| ---- | ----------------- | --------------- | ---------------- | -------------- | ---------------- | ---------- | ----------------- | ---------------- | ------------------- | ------------ | -------------------- | -------------- | ------------------ | ---------- |
| muži | O. BestajevKV     | 535             | Kim Im-h.XX      | 612            | C. CagánbátarXX  | 522        | G. MarujamaXX     | 618              | J. JošidaXX         | 478          | S. KurbonovNL        | 715            | Y. ShynkeyevNL     | 471        |
| muži | Caj M.-j.KV       | 509             | A. MukanovXX     | 558            | D. ÜkübajevNL    | 406        | A. KalkamanulyNL  | 574              | D. ChorievXX        | 399          | R. SaidovNL          | 670            | K. KageuraXX       | 400        |
| muži | A. TelmanovXX     | 418             | G. YessimbetovXX | 391            | S. BoltaboevXX   | 350        | Kim Če-p.XX       | 504              | K. NagasawaXX       | 336          | I. RemarenkoKV       | 572            | M. AbdurakhmonovKV | 377        |
| muži | An Ť.-č.NL        | 318             | D. MarujamaXX    | 300            | Kim Č.-k.XX      | 336        | K. NagašimaXX     | 424              | Kim Če-j.XX         | 328          | K. TakagiXX          | 449            | U. DüürenbajarXX   | 311        |
| muži | Č. In-hjukXX      | 310             | A. KhojastehKVn  | 244            | S. FarkhizodaNL  | 163        | V. ZolojevNL      | 378              | I. KhalafKV         | 313          | S. SajidovNL         | 364            | E. MasharipovXX    | 310        |
| muži | R. NagajamaXX     | 300             | J. RokugoXX      | 210            | M. ZemouriKV     | 144        | Eri C.NL          | 359              | S. JessenNL         | 274          | Chu K.NL             | 266            | K. Yea-OnKV        | 162        |
| muži | E. Madžraši†      | 247             | Š. TatejamaXX    | 210            | Y. TorenovNL     | 134        | S. SatóXX         | 300              | J. KobajašiXX       | 240          | Č. MamedovNL         | 246            | K. UedaXX          | 121        |
| muži | D. Ziade†         | 174             | Ťien Ť.-c.NL     | 199            | V. BocanXX       | 124        | F. RahimovNL      | 161              | I. BozbayevNL       | 238          | H. ŠahKV             | 243            | K. IwaoXX          | 120        |
| muži | Jou Ť.-t.†        | 138             | T. FudžisakaXX   | 180            | T. UsenovNL      | 120        | D. ZhakypovNL     | 152              | G. AltanbaganaXX    | 226          | Won Č.-unXX          | 178            | B. BaltaevXX       | 102        |
| muži | G. KyrgyzbajevXX  | 135             | S. HamadKV       | 168            | N. ChadbátarXX   | 113        | T. TejenovNL      | 150              | A. SinghKV          | 182          | C. CogtgerelXX       | 162            | H. Misri†          | 83         |
| muži | G. BattulgaXX     | 126             | D. HolikulovXX   | 168            | I J.-č.XX        | 110        | I S.-hoXX         | 138              | E. DoniyorovXX      | 162          | V. DěmjaněnkoXX      | 133            | Kim Su-h.XX        | 81         |
| muži | A. Khousrof†      | 125             | M. Alsaedi†      | 157            | M. TeradaNL      | 107        | A. MissinNL       | 132              | M. MarchitanNL      | 119          | B. TogtogonovNL      | 112            | Li Po-jenNL        | 75         |
| muži | R. KawanoXX       | 90              | J. HašigučiXX    | 150            | M. AlharbiNL     | 98         | S. AlimardonovNL  | 122              | B. HojamuhammedovNL | 104          | B. DžančivdordžXX    | 80             | D. KamikawaXX      | 72         |
| muži | Li C.NL           | 73              | B. RysmambetovNL | 108            | K. KhakimovNL    | 88         | H. Al-AameriKV    | 117              | A. AkhmetzhanovNL   | 92           | D. Bat-erdeneXX      | 78             | Čchö M.-j.XX       | 58         |
| muži | G. KyrgyzbajevNL  | 70              | [[]]             | 108            | [[]]             | 88         | Pak H.-iNL        | 112              | C. CogtgerelXX      | 90           | Chu M.-č.NL          | 72             | R. AbdrazakovXX    | 53         |
| muži | B. InoyatovXX     | 64              | [[]]             | 108            | [[]]             | 88         | A. GhasemiXX      | 96               | E. Nacif‡           | 88           | Hwang M.-h.XX        | 66             | G. FudžiiXX        | 50         |
| muži | Kim Č.-j.XX       | 64              | [[]]             | 108            | [[]]             | 88         | R. IbragimovXX    | 86               | I Kju-wonXX         | 68           | Kim J.-h.XX          | 64             | ...                | ...        |
| muži | An Č.-j.NL        | 62              | [[]]             | 108            | [[]]             | 88         | O. HadjamNL       | 76               | Pu Ž.XX             | 68           | R. TakahašiXX        | 61             | ...                | ...        |
| muži | R. KawabataXX     | 60              | [[]]             | 108            | [[]]             | 88         | K. NakanoKV       | 64               | S. MoradiNL         | 67           | B. Ambaselmá         | 60             | ...                | ...        |
| ženy | Kim So.-miKV      | 722             | J. HašimotováXX  | 662            | Liou J.NL        | 795        | Pak Či-j.KV       | 724              | Čou Č.KV            | 892          | Š. HamadaováXX       | 680            | G. IssanovováNL    | 683        |
| ženy | F. TonakiováXX    | 670             | J. NišidaováXX   | 638            | N. UdakaováXX    | 791        | M. UrdabajevováKV | 709              | G. MatniyazovováKV  | 717          | P. LchamdegdKV       | 543            | Čchin Č.XX         | 460        |
| ženy | Sie Š'-š'NL       | 633             | Kim Mi-iNL       | 528            | Lu T.-ť.NL       | 497        | M. CuganeováXX    | 508              | J. OnováXX          | 700          | R. TakajamováXX      | 530            | S. AsahinaováXX    | 451        |
| ženy | A. PodrjadovováXX | 552             | Pak Ta-s.NL      | 428            | M. TamaokiováXX  | 410        | B. MungunčimegXX  | 352              | K. Nun'iraováXX     | 640          | A. OgataováXX        | 470            | O. DžavzmáNL       | 377        |
| ženy | K. Ju-čongXX      | 262             | L. MingazovováNL | 262            | I H.-s.NL        | 357        | M. MineiováXX     | 310              | Čchen F.NL          | 398          | Jun H.-č.NL          | 466            | N. SarbashovováNL  | 256        |
| ženy | Văn Ngọc TúKV     | 238             | M. UčiováXX      | 230            | A. JamamotováXX  | 281        | K. AbeováXX       | 250              | Hwang Je-s.XX       | 254          | A. AmangeldijevováNL | 416            | I Un-čuXX          | 199        |
| ženy | E. JamagišiováXX  | 206             | Im S.-s.NL       | 191            | R. NurjavovováKV | 249        | M. NišikawaováXX  | 224              | D. UmiralijevováNL  | 251          | Pak Ju-č.NL          | 405            | M. InoueováXX      | 160        |

pozn. U Íránských sportovců již řadu let dochází k neúčastí v disciplínách, kde potenciálně hrozí přímá konfrontace se sportovci Izraele. Alireza Khojastehbyl z nominace na olympijské hry stažen oficiálně z rodinných důvodů. Íránci tím zamezují politickému skandálu, který vypukl na olympijských hrách v Athénách v roce 2004, kdy byl velký favorit na vítězství Araš Mir'esmaejlí z politických důvodů stažen přímo z olympijských her (neúčastnil se předturnajového vážení). Uvolněná kvóta propadle ve prospěch Filipín a jeho zástupce Koda Nakana.

### Panamerická judistická konfederace (PJC)
Panamerická judistická konfederace dostala pro olympijskou kvalifikaci limit 13 mužů a 8 žen, celkem 21 účastníků. 
|      | superlehká váha   | superlehká váha | pololehká váha | pololehká váha | lehká váha        | lehká váha | polostřední váha | polostřední váha | střední váha      | střední váha | polotěžká váha  | polotěžká váha | těžká váha          | těžká váha |
| ---- | ----------------- | --------------- | -------------- | -------------- | ----------------- | ---------- | ---------------- | ---------------- | ----------------- | ------------ | --------------- | -------------- | ------------------- | ---------- |
| muži | J. PostigosKV     | 502             | P. GagneXX     | 394            | A. WongNL         | 324        | E. LucentiKV     | 620              | T. BriceñoKV      | 389          | H. CamposNL     | 457            | J. CuevasNL         | 504        |
| muži | A. KunihiroNL     | 446             | E. AraújoNL    | 390            | É. BriandXX       | 314        | D. TurciosKV     | 169              | I. CárdenasNL     | 364          | A. TadeharaNL   | 321            | P. PinadaNL         | 388        |
| muži | N. CastilloNL     | 348             | Á. HernándezNL | 270            | D. AncorXX        | 312        | A. AprahamianNL  | 155              | R. RomoNL         | 252          | M. DeschenesXX  | 289            | R. PiletaKV         | 117        |
| muži | H. BirbrierNL     | 255             | W. MateoKV     | 253            | A. ClaraNL        | 296        | G. MirandaNL     | 155              | C. SchmidtNL      | 237          | S. GarcíaNL     | 150            | I. RodriguezNL      | 98         |
| muži | J. GuédezNL       | 230             | J. GávidiaNL   | 242            | A. MirandaNL      | 228        | Z. BurtXX        | 129              | J. LarsenXX       | 195          | A. PeñaNL       | 130            | O. BraisonXX        | 96         |
| muži | Y. TorresNL       | 224             | B. BolenNL     | 194            | E. DesiletsXX     | 154        | J. MartínezXX    | 80               | R. FlorentinoNL   | 190          | C. GeorgeKV     | 80             | J. VelascoXX        | 84         |
| muži | A. DiazNL         | 158             | F. GonzálezNL  | 181            | A. Morin-MartelXX | 89         | I. DuarteNL      | 76               | T. CapraXX        | 184          | A. EsquivelNL   | 64             | A. IminovNL         | 52         |
| muži | J. RamosKV        | 128             | C. ThondiqueNL | 164            | A. GandíaNL       | 71         | R. MarénXX       | 60               | N. MartínezNL     | 138          | A. IminovNL     | 62             | ...                 | ...        |
| muži | M. Patino†        | 106             | M. SchneiderNL | 112            | L. SantanaNL      | 70         | F. SalazarNL     | 57               | C. GomeraNL       | 65           | P. AprahamianXX | 54             | ...                 | ...        |
| muži | J. Peña†          | 78              | J. ChaparroNL  | 112            | T. BringasNL      | 54         | ...              | ...              | ...               | ...          | A. Jacobs†      | 52             | ...                 | ...        |
| muži | Á. Montero†       | 50              | J. PérezNL     | 100            | ...               | ...        | ...              | ...              | ...               | ...          | ...             | ...            | ...                 | ...        |
| muži | ...               | ...             | S. MatteyNL    | 50             | ...               | ...        | ...              | ...              | ...               | ...          | ...             | ...            | ...                 | ...        |
| muži | ...               | ...             | ...            | ...            | M. MurilloKV      | 12         | ...              | ...              | ...               | ...          | ...             | ...            | ...                 | ...        |
| muži | ...               | ...             | J. MataKV      | 27             | J. DeprezKV       | 7          | ...              | ...              | M. MichelKV       | 3            | ...             | ...            | ...                 | ...        |
| ženy | E. CarrillováKV   | 746             | E. GuicăováKV  | 756            | Y. AmarisováKV    | 430        | E. GarcíaováKV   | 616              | M. PérezováKV     | 813          | Y. CastillováKV | 773            | N. Cutro-KellyováNL | 489        |
| ženy | D. CobosováNL     | 500             | A. DelgadováKV | 708            | A. Ojedaová†      | 360        | S. TremblayováNL | 608              | O. CortésováNL    | 711          | C. RobergeováNL | 448            | M. Viverosová†      | 220        |
| ženy | M. C. Labordeová† | 330             | A. Cardozová†  | 308            | A. Dorvignyová†   | 214        | H. MartinováNL   | 509              | E. RodríguezováKV | 588          | A. Portuondová† | 286            | L. Germanová†       | 214        |

### Africká judistická unie (AJU)
Africká judistická unie dostala pro olympijskou kvalifikaci limit 14 mužů a 10 žen, celkem 24 účastníků.
|      | superlehká váha    | superlehká váha | pololehká váha      | pololehká váha | lehká váha         | lehká váha | polostřední váha | polostřední váha | střední váha      | střední váha | polotěžká váha    | polotěžká váha | těžká váha        | těžká váha |
| ---- | ------------------ | --------------- | ------------------- | -------------- | ------------------ | ---------- | ---------------- | ---------------- | ----------------- | ------------ | ----------------- | -------------- | ----------------- | ---------- |
| muži | A. AbelrahmanKV    | 552             | M. AbdelmawgoudNL   | 399            | E. NarteyKV        | 430        | A. Ben AmmarNL   | 487              | H. Abd El AkherNL | 429          | A. Ben KhaledNL   | 441            | E. MalkiNL        | 399        |
| muži | F. DhouibiNL       | 343             | H. KhalfaouiXX      | 375            | H. BarhoumiNL      | 270        | A. HazemXX       | 363              | I. AbdallaouiNL   | 381          | S. NjimouluhNL    | 312            | A. WahidXX        | 318        |
| muži | Y. MoudatirNL      | 333             | S. MabuluKVn        | 206            | A. El MeziatiNL    | 248        | M. A. AcacioKV   | 199              | O. M. SnoussiNL   | 277          | B. ManéNL         | 217            | B. ZouaniXX       | 213        |
| muži | E. ElkawisahKV     | 302             | A. ElkawisahNL      | 190            | O. DjeddiNL        | 235        | H. DridNL        | 160              | D. DolassemNL     | 156          | M. NdiayeNL       | 199            | M. El M. LiliXX   | 160        |
| muži | J. Gnahoui†        | 167             | B. MtiriNL          | 160            | F. NourineNL       | 160        | P. KibikaiKV     | 140              | M. DervíšNL       | 133          | K. LouzirNL       | 106            | A. A. P. KotchaNL | 120        |
| muži | B. Tsala†          | 160             | F. NourineXX        | 111            | F. NjieKV          | 156        | B. Munyonga†     | 128              | V. AhiavorNL      | 68           | C. FourieKVh      | 80             | R. SidibeKV       | 64         |
| muži | S. Rabahi†         | 160             | K. OvelouNL         | 96             | A. MohamedXX       | 98         | T. Kouamba†      | 86               | B. DoubouNL       | 65           | L. ManoghoNL      | 64             | ...               | ...        |
| muži | M. Jafy†           | 142             | M. PunzaKV          | 88             | A. GoumarKV        | 74         | D. Whittaker†    | 82               | M. FekirXX        | 58           | ...               | ...            | ...               | ...        |
| muži | N. Garcia†         | 84              | H. DoukkaliNL       | 60             | P. Hebo†           | 73         | L. Grini†        | 80               | ...               | ...          | ...               | ...            | ...               | ...        |
| muži | M. Rehabi†         | 75              | R. KukuKV           | 56             | G. Van Zyl†        | 60         | A. Moutii†       | 80               | ...               | ...          | ...               | ...            | ...               | ...        |
| muži | ...                | ...             | ...                 | ...            | ...                | ...        | ...              | ...              | ...               | ...          | ...               | ...            | ...               | ...        |
| muži | ...                | ...             | ...                 | ...            | ...                | ...        | ...              | ...              | C. Dossou-YovoKV  | 5            | D. DugasseKV      | 27             | ...               | ...        |
| muži | ...                | ...             | ...                 | ...            | ...                | ...        | ...              | ...              | L. S. KiplagatKV  | 3            | A. TraoréKV       | 24             | D. G. NgokabaKV   | 32         |
| ženy | O. SaoudiováNL     | 384             | M. C. LegentilováKV | 436            | R. TariketováNL    | 542        | R. ZouakováKV    | 834              | A. MoreiraováKV   | 722          | H. V. MballaováKV | 633            | S. AsselahováKV   | 598        |
| ženy | A. RatiarisonováKV | 378             | M. MoussaováNL      | 336            | N. JlassiováNL     | 432        | M. BjaouiováNL   | 451              | H. MiledováKV     | 664          | K. OuallalováNL   | 457            | N. WetiéováNL     | 360        |
| ženy | S. SaidiováNL      | 214             | S. FofanaováKV      | 200            | H. DiedhiouováKV   | 357        | S. SzögediováKV  | 444              | A. Belkadiová†    | 160          | S. MzouguiováNL   | 437            | M. SagnaováNL     | 312        |
| ženy | P. Bataová†        | 200             | D. Haddadová†       | 196            | P. SitchepingováNL | 338        | I. AgouarováNL   | 395              | S. MandarováXX    | 120          | B. Roseová†       | 91             | S. TrabelsiováXX  | 106        |
| ženy | P. Morandová†      | 193             | F. Aissahineová†    | 160            | Z. DabonneováKV    | 212        | H. WezeuováNL    | 377              | N. Elfadlyová†    | 88           | D. Mouizerhová†   | 56             | A. Eyuiová†       | 104        |

pozn. Jihoafrická judistická asociace (JSA) společně s Jihoafrickým olympijským výborem (SASCOC) určili v roce 2015 přísnější kritéria pro kvalifikaci na Olympijské hry v Riu. Jihoafrický olympijský výbor podle bodu č. 3 nominuje jedině judistu, který se kvalifikuje na olympijské hry přímo dle žebříčku IJF. Tedy Jihoafrický olympijský výbor neakceptuje kontinentální kvótu, která tím propadá ve prospěch dalšího afrického státu.

### Oceánská judistická unie (OJU)
Oceánská judistická unie dostala pro olympijskou kvalifikaci limit 7 mužů a 3 ženy, celkem 10 účastníků. 
|      | superlehká váha | superlehká váha | pololehká váha  | pololehká váha | lehká váha      | lehká váha | polostřední váha | polostřední váha | střední váha       | střední váha | polotěžká váha  | polotěžká váha | těžká váha       | těžká váha |
| ---- | --------------- | --------------- | --------------- | -------------- | --------------- | ---------- | ---------------- | ---------------- | ------------------ | ------------ | --------------- | -------------- | ---------------- | ---------- |
| muži | Y. ShanMB       | 122             | C. DelanneMB    | 280            | G. LafonMB      | 320        | J. NauluKV       | 471              | S. TemesiNL        | 593          | D. DidierNL     | 649            | J. AndrewarthaNL | 413        |
| muži | C. MullerMB     | 80              | D. MaiMB        | 240            | A. LeatNL       | 264        | I. PavlinicNL    | 270              | D. BarretoNL       | 424          | J. KosterNL     | 642            | N. BerardNL      | 410        |
| muži | ...             | ...             | J. ApavouMB     | 160            | F. DekoninckMB  | 160        | T. GouriouMB     | 160              | T. GouriouMB       | 200          | E. SchuurmansNL | 81             | J. PicardMB      | 240        |
| muži | ...             | ...             | A. BishopNL     | 117            | L. CalderNL     | 122        | ...              | ...              | T. BrewNL          | 172          | ...             | ...            | S. RosserNL      | 140        |
| muži | ...             | ...             | P. CharlierMB   | 80             | V. BuraniMB     | 120        | ...              | ...              | O. UeraKV          | 164          | ...             | ...            | D. SuaKV         | 86         |
| muži | ...             | ...             | ...             | ...            | E. ConnollyNL   | 80         | ...              | ...              | C. GaudamerMB      | 80           | ...             | ...            | ...              | ...        |
| muži | ...             | ...             | ...             | ...            | S. DowaboboNL   | 54         | ...              | ...              | ...                | ...          | ...             | ...            | ...              | ...        |
| muži | ...             | ...             | R. OvinouKV     | 48             | ...             | ...        | ...              | ...              | ...                | ...          | ...             | ...            | ...              | ...        |
| muži | ...             | ...             | R. TheuilKVn    | 40             | ...             | ...        | ...              | ...              | ...                | ...          | ...             | ...            | ...              | ...        |
| muži | ...             | ...             | J. MahitKV      | 3              | B. WaterhouseKV | 6          | ...              | ...              | ...                | ...          | ...             | ...            | ...              | ...        |
| ženy | C. RaynerováKV  | 660             | J. BishopováNL  | 541            | D. ManuelováKV  | 758        | M. CoughlanováNL | 130              | M. De VillierováNL | 666          | ...             | ...            | ...              | ...        |
| ženy | E. RouseováNL   | 240             | H. TrotterováNL | 502            | E. WrightováKV  | 230        | ...              | ...              | A. CoughlanováNL   | 532          | ...             | ...            | ...              | ...        |
| ženy | ...             | ...             | R. DelotsováMB  | 80             | C. RivalováMB   | 80         | ...              | ...              | S. CollionsováNL   | 132          | ...             | ...            | ...              | ...        |
| ženy | ...             | ...             | ...             | ...            | ...             | ...        | J. AnsonováKVn   | 1                | ...                | ...          | ...             | ...            | ...              | ...        |

pozn. Rexly Theuil z Vanuatu se z olympijských her odhlásil z pracovních důvodů. Uvolněné místo zabral jeho krajan Joe Mahit.

### Přelozdělení kvót
Oceánská judistická unie obsadila z původních 7 míst v mužích pouze 6. Zbylé místo obsadila země, jejíž judista získal na nepostupovém místě nejvyšší počet bodů ze všech kontinentálních unií.
Oceánská republika Palau nenominovala Jennifer Ansonovou a Oceánské judistické unii propadla kontinentální kvóta mezi ženami. Kvótu obsadila země, jejíž judistka získala nejvyšší počet bodů ze všech kontinentálních unií.
|      | p.  | k. u. | přelozdělení kvót | přelozdělení kvót | váha       |
| ---- | --- | ----- | ----------------- | ----------------- | ---------- |
| muži | 1.  | JUA   | S. KurbonovKV     | 715               | polotěžká  |
| muži | 2.  | JUA   | R. Sajidov        | 670               | polotěžká  |
| muži | 3.  | OJU   | D. Duke           | 649               | polotěžká  |
| muži | 4.  | OJU   | J. Koster         | 642               | polotěžká  |
| muži | ... | ...   | ...               | ...               |            |
| ženy | 1.  | EJU   | V. MoscattováKV   | 832               | superlehká |
| ženy | 2.  | EJU   | I. Heylenová      | 831               | pololehká  |
| ženy | 3.  | JUA   | Liou J.           | 795               | lehká      |
| ženy | 4.  | EJU   | I. Zabludinová    | 786               | lehká      |
| ženy | ... | ...   | ...               | ...               |            |

- V závorce za počtem bodů je uvedena ztráta bodů na přímý postup, např. Loïc Korval přišel o přímý postup o jeden bod.
- Judista/ka s indexem KV v žlutém poli získal/a kontinentální kvótu.
- Judista/ka s indexem KVn v růžovém poli získal/a kontinentální kvótu, ale nesplnil/a podmínky pro nominaci národního olympijského výboru, případně odmítl/a účast (zranění, strach o život apod.).
- Judista/ka s indexem NL získal/a méně kvalifikačních bodů než, některý z jeho/její krajanů, který kvótu vybojoval
- Judista/ka s indexem XX nemohl/a získat kontinentální kvótu z důvodu příme kvalifikace jeho krajana v dané váhové kategorii.
- Judista/ka s indexem † kontinentální kvótu nezískal/a.
- Judista/ka s indexem MB reprezentuje zemi, která není členem Mezinárodního olympijského výboru (MOV) a nemůže se tak kvalifikovat.

## Pozvaní sportovci
Jednotlivé národní olympijské výbory měly k dispozici 20 pozvánek v judu pro účast na Olympijských hrách v Riu. Žádost o pozvánku se zasílala Mezinárodnímu olympijskému výboru (MOV) do 15. ledna 2016. Podmínkou uznání žádosti byla maximální účast osmi sportovců  v individuálních sportech na předchozích dvou olympijských hrách v letech 2008 a 2012. O přidělení pozvánek rozhodovala po skončení olympijské kvalifikace 30.5.2016 tripartitní komise složená z Mezinárodní judistické federace (IJF), Mezinárodního olympijskému výboru (MOV) a olympijských výborů zemí, které vyhověli podmínkám udělení pozvánky.
Mezinárodní olympijský výbor (MOV) nominaci doplnil o dva účastníky humanitárního projektu nazvaného "Uprchlický olympijský tým" jednoho sportovce z válkou zmítané Sýrie a jednu sportovkyni ze Saúdské Arábie, kde mají ženy kvůli politice země omezené podmínky pro provozování sportu.
- IJF
  - JUA – 7 pozvánek (Afghánistán, Jemen, Laos, Myanmar, Nepál, Palestina, Srí Lanka)
  - AJU – 6 pozvánek (Botswana, Burundi, Džibutsko, Guinea, Súdán, Tanzanie)
  - EJU – 5 pozvánek (Andorra, Černá Hora, Makedonie, Monako, San Marino)
  - PJC – 2 pozvánky (Belize, Surinam)
  - OJU – bez pozvánky
- MOV – 4 účastníci (Humanitární projekty – Uprchlický olympijský tým, Občanská válka v Sýrii a Ženy a sport v islámských zemích)

|      | superlehká váha                              | pololehká váha           | lehká váha                                      | polostřední váha                                         | střední váha                          | polotěžká váha                   | těžká váha |
| ---- | -------------------------------------------- | ------------------------ | ----------------------------------------------- | -------------------------------------------------------- | ------------------------------------- | -------------------------------- | ---------- |
| muži | Y. Siccardi S. Yacoub S. Sithisane G. Mogopa | Y. Kopinsky A. Houssein  | C. Dharmawardhana M. Kasem A. T. Mlugu Z. Mater | S. Mrvaljević                                            | I. Monier Suliman R. James P. Misenga | K. GharbiDQ Yan N.-s. M. Bakhshi | —          |
| ženy | —                                            | A. Gasongová J. Fahmyová | —                                               | L. Sallésová M. Bangouraová P. L. Khatriová K. Nikoloská | Y. Bukasaová                          | —                                | —          |

- Judista/ka s indexem DQ byl před olympijskými hrami pozitivně testován na doping a přišel o účast na olympijských hrách.

## Divoká karta
Mezinárodní judistická federace (IJF) získala zpět jednu kvóta po diskvalifikaci Karima Gharbiho ze San Marina, který byl v červenci pozitivně testován na anabolický steroid dehydrochlormethyltestosterone. IJF uvolněnou kvótu udělila jako divokou kartu prvnímu nepostupujícímu judistovi/ce s největším počtem získaných bodů během olympijské kvalifikace. Judista/ka obrdžela divokou kartu 4.8.2016, dva dny před záhájením olympijských soutěží v judu.
| p.  | k. u. | divoká karta     | divoká karta | váha      |
| --- | ----- | ---------------- | ------------ | --------- |
| 1.  | EJU   | I. HeylenováDKo  | 831          | pololehká |
| 2.  | JUA   | Liou J.DKo       | 795          | lehká     |
| 3.  | EJU   | I. ZabludinováDK | 786          | lehká     |
| 4.  | EJU   | I. Ilievová      | 776          | lehká     |
| 5.  | EJU   | A. Galeoneová    | 716          | polotěžká |
| ... | ...   | ...              | ...          |           |

- Judista/ka s indexem DKo divokou kartu odmítl/a z různých důvodů. Ilse Heylenová po smolné olympijské kvalifikaci, kdy jí postup unikl o jediný bod ukončila v 39 letech sportovní kariéru, dle vlastních slov jí divoká karta překvapila a musela jí odmítnout, za měsíc vypadla z tréninkového rytmu a za tři dny by se nebyla schopná připravit.[7] Číňanka Liou Jang odmítla divokou kartu z podobných důvodů.
- Judista/ka s indexem DK získal divokou kartu a možnost startovat na olympijských krách. Ruska Irina Zabludinová byla začátkem srpna na tréninkovém kempu v Portugalsku a divokou kartou nepohrdla.[8]